# Андросюк Руслан Віталійович
Русла́н Віта́лійович Андросю́к (нар. 23 листопада 1980, Тернопіль) — майор Державної прикордонної служби України.

## Життєпис
Закінчив ЗОШ № 27 у м. Тернополі. Ніс варту в Донецькому прикордонному загоні. З дружиною проживали в Маріуполі, потім повернулися до Тернополя.
12 липня 2014 року під Маринівкою в Донецькій області підірвався БТР разом з українськими бійцями, Андросюк зазнав важких поранень. Лікувався в Запоріжжі, Дніпропетровську, Київському військовому госпіталі.
Станом на лютий 2017 року — начальник відділу прикордонної служби, Мостиський прикордонний загін.

## Нагороди
26 липня 2014 року — за особисту мужність і героїзм, виявлені у захисті державного суверенітету та територіальної цілісності України, вірність військовій присязі під час російсько-української війни, відзначений — нагороджений орденом «За мужність» III ступеня.